# Ana de Montenegro
Ana Petrović Njegoš (Cetiña, 18 de agosto de 1874-Montreux, 22 de abril de 1971) fue la séptima de los vástagos y la sexta hija del rey Nicolás I de Montenegro y de su esposa, Milena Vukotić.

## Familia y primeros años
Ana nació el 18 de agosto de 1874 siendo hija de Nicolás, príncipe de Montenegro, y de su consorte, Milena Vukotić; el 28 de agosto de 1910, Nicolás se convertiría en rey de Montenegro.
Las hermanas de Ana eran particularmente destacadas por lograr matrimonios con poderosas figuras reales, causando que su padre, como su contemporáneo Cristián IX de Dinamarca, alcanzara el sobrenombre de "suegro de Europa"; una fuente declaraba que estos matrimonios ventajosos "habían hecho más por [Montenegro] que todas las valientes hazañas de esta nación de guerreros". Por ejemplo, las princesas Zorka, Militza, Anastasia y Elena hicieron importantes matrimonios con las familias reales de Serbia, Rusia e Italia, respectivamente. Como todas sus hermanas, Ana fue educada en Rusia a expensas de la familia real rusa, y sobre cada uno de los matrimonios, les fueron dadas dotes por el emperador ruso.

## Matrimonio

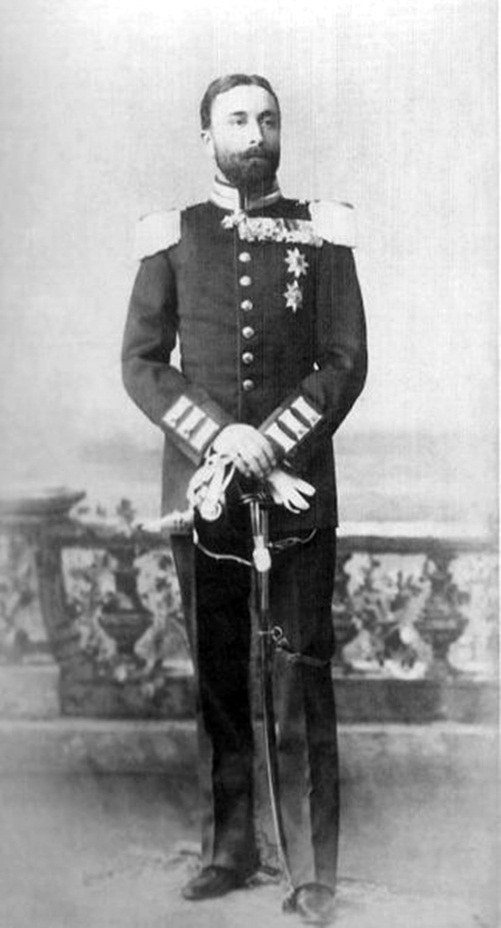
Fotografía del Príncipe Francisco José de Battenberg (1861-1924)

### Antecedentes
Ana conoció al príncipe Francisco José de Battenberg en Cimiez, Francia, donde el príncipe era un invitado en la visita de la reina Victoria del Reino Unido y Ana estaba visitando a su hermana, la princesa Militza de Montenegro, y su cuñado, el gran duque Pedro Nicolaievich de Rusia. En La Turbie, una pequeña fiesta compuesta por Victoria, la princesa Alicia de Battenberg, el príncipe Francisco José, la princesa Ana, y otros celebrada en una tarde que los reunió todos juntos. Mientras la mayoría en la fiesta fueron a una cabina a ver una camera obscura, Ana y Francisco José se separaron; poco después, el hermano de Francisco José, el príncipe Luis de Battenberg, anunció el compromiso de la princesa Ana.
La familia Battenberg era el producto de un matrimonio morganático, y a pesar de que era de un estatus inferior al de otras familias reales, la familia tenía estrechos lazos con el Reino Unido, en tanto que el príncipe Enrique de Battenberg desposó a la princesa Beatriz del Reino Unido, la hija menor de la reina Victoria. Los Battenberg eran bien conocidos por su buena apariencia, encanto, y probablemente lo más importante, su carencia de controversias políticas, lo que pudo ayudarles a asegurarse parejas reales favorables.

### Ceremonia
Ana y Francisco ganaron el permiso de la reina Victoria y de la corte rusa para casarse. El 18 de mayo de 1897, en presencia de toda su familia, Ana se casó con el príncipe Francisco José de Battenberg en ceremonias ortodoxa y protestante en Montenegro.
Francisco era coronel en la caballería búlgara, donde su hermano mayor, Alejandro, había sido príncipe soberano de Bulgaria hasta 1886. Francisco era bien apreciado no solo por la reina Victoria, sino por el zar Nicolás II de Rusia y su esposa, la emperatriz Alejandra Fiódorovna; se relata que Nicolás dio a Ana un millón de rublos como dote. Esta conexión rusa era probablemente el resultado del matrimonio de dos de las hermanas de Ana (la princesas Militza de Montenegro y Anastasia de Montenegro) con el gran duque Pedro Nicolaievich y Jorge Maximilianovich, 6.º duque de Leuchtenberg, respectivamente.

## Vida posterior
Ana se dijo ser "excepcionalmente hermosa", vivaz, y alta, mientras  que Francisco era apuesto, simpático, alto, y bien educado. La felizmente casada pareja no tuvo hijos. Ana y Francisco eran muy populares en sus respectivas familias.
El mismo año que contrajeron matrimonio, se rumoreó que Francisco había sido elegido como gobernador general de la políticamente turbulenta isla de Creta por Turquía y Grecia.
Antes de la Primera Guerra Mundial, Ana y su marido pasaron mucho tiempo en el Prinz Emils Garten en Darmstadt, pero una vez que la guerra empezó, fueron advertidos por el tío de Francisco, el gran duque Ernesto Luis de Hesse, de permanecer fuera de Alemania. Cuando Italia se unió a la guerra, la pareja se encontró en sí misma en permanente exilio, y consecuentemente se asentó en Suiza, donde Francisco prosiguió sus estudios académicos. La pareja nunca había sido rica, pero ahora su situación financiera era más precaria que nunca; para agosto de 1916, Francisco fue descrito como "terriblemente mal parado". A lo largo de su vida, la princesa Ana anónimamente escribió y publicó un gran número de composiciones musicales que obtuvieron un cierto grado de éxito comercial. Los ingresos por derechos de autor por estas composiciones proporcionaron una fuente de ingresos muy necesaria para la pareja. Mientras trabajaba en una opera en 1899, Ana consiguió una entrevista de considerable longitud con el famoso compositor italiano Pietro Mascagni en el Palacio Real de Nápoles, en tanto que quería consultarle sobre consejos musicales. La hermana de Ana, la princesa heredera Elena de Italia, ayudó en procurar el encuentro.

### Muerte
Francisco murió el 31 de julio de 1924 en Territet (cerca de Montreux, Suiza). Aunque nunca lo conoció, su sobrina política, Edwina Mountbatten, le había enviado continuamente una asignación en vida, y lo continuó haciendo con su viuda, enviando a Ana dinero hasta la propia muerte de Edwina en 1960.
En la supresión de títulos y estilos alemanes dentro de la familia británica en 1917, los Battenberg fueron conocidos como Mountbatten —todos excepto los príncipes Francisco y Ana—. Ana continuaría usando el nombre Battenberg hasta su muerte, siendo la más longeva en la casa real. Ana murió el 22 de abril de 1971 en Montreux, Suiza. Por varios años, fue la princesa europea viva de más edad.

## Títulos y tratamientos
| ● 18 de agosto de 1874-18 de mayo de 1897:  | Su alteza la princesa Ana Petrović-Njegoš de Montenegro |
| ● 18 de mayo de 1897-28 de agosto de 1910:  | Su alteza la princesa Ana de Battenberg                 |
| ● 28 de agosto de 1910-22 de abril de 1971: | Su alteza real la princesa Ana de Battenberg            |

## Ancestros
|  |                                                 |  |  |  |  |  |  |  |  |  |  |  |  |  |  |  |
|  | 8. Sava Petrović-Njegoš                         |  |  |  |  |  |  |  |  |  |  |  |  |  |  |  |
|  |                                                 |  |  |  |  |  |  |  |  |  |  |  |  |  |  |  |
|  |                                                 |  |  |  |  |  |  |  |  |  |  |  |  |  |  |  |
|  | 4. Mirko Petrović-Njegoš, gran duque de Grahovo |  |  |  |  |  |  |  |  |  |  |  |  |  |  |  |
|  |                                                 |  |  |  |  |  |  |  |  |  |  |  |  |  |  |  |
|  |                                                 |  |  |  |  |  |  |  |  |  |  |  |  |  |  |  |
|  | 9. Angelika Radamović                           |  |  |  |  |  |  |  |  |  |  |  |  |  |  |  |
|  |                                                 |  |  |  |  |  |  |  |  |  |  |  |  |  |  |  |
|  |                                                 |  |  |  |  |  |  |  |  |  |  |  |  |  |  |  |
|  | 2. Rey Nicolás I de Montenegro                  |  |  |  |  |  |  |  |  |  |  |  |  |  |  |  |
|  |                                                 |  |  |  |  |  |  |  |  |  |  |  |  |  |  |  |
|  |                                                 |  |  |  |  |  |  |  |  |  |  |  |  |  |  |  |
|  | 10. Drago Martinović                            |  |  |  |  |  |  |  |  |  |  |  |  |  |  |  |
|  |                                                 |  |  |  |  |  |  |  |  |  |  |  |  |  |  |  |
|  |                                                 |  |  |  |  |  |  |  |  |  |  |  |  |  |  |  |
|  | 5. Anastasija Martinović                        |  |  |  |  |  |  |  |  |  |  |  |  |  |  |  |
|  |                                                 |  |  |  |  |  |  |  |  |  |  |  |  |  |  |  |
|  |                                                 |  |  |  |  |  |  |  |  |  |  |  |  |  |  |  |
|  | 11. Stana Martinović                            |  |  |  |  |  |  |  |  |  |  |  |  |  |  |  |
|  |                                                 |  |  |  |  |  |  |  |  |  |  |  |  |  |  |  |
|  |                                                 |  |  |  |  |  |  |  |  |  |  |  |  |  |  |  |
|  | 1. Princesa Ana de Montenegro                   |  |  |  |  |  |  |  |  |  |  |  |  |  |  |  |
|  |                                                 |  |  |  |  |  |  |  |  |  |  |  |  |  |  |  |
|  |                                                 |  |  |  |  |  |  |  |  |  |  |  |  |  |  |  |
|  | 12. Petar Perkov Vukotić                        |  |  |  |  |  |  |  |  |  |  |  |  |  |  |  |
|  |                                                 |  |  |  |  |  |  |  |  |  |  |  |  |  |  |  |
|  |                                                 |  |  |  |  |  |  |  |  |  |  |  |  |  |  |  |
|  | 6. Petar Vukotić                                |  |  |  |  |  |  |  |  |  |  |  |  |  |  |  |
|  |                                                 |  |  |  |  |  |  |  |  |  |  |  |  |  |  |  |
|  |                                                 |  |  |  |  |  |  |  |  |  |  |  |  |  |  |  |
|  | 13. Stana Milić                                 |  |  |  |  |  |  |  |  |  |  |  |  |  |  |  |
|  |                                                 |  |  |  |  |  |  |  |  |  |  |  |  |  |  |  |
|  |                                                 |  |  |  |  |  |  |  |  |  |  |  |  |  |  |  |
|  | 3. Reina Milena Vukotić                         |  |  |  |  |  |  |  |  |  |  |  |  |  |  |  |
|  |                                                 |  |  |  |  |  |  |  |  |  |  |  |  |  |  |  |
|  |                                                 |  |  |  |  |  |  |  |  |  |  |  |  |  |  |  |
|  | 14. Tadija Voivodić                             |  |  |  |  |  |  |  |  |  |  |  |  |  |  |  |
|  |                                                 |  |  |  |  |  |  |  |  |  |  |  |  |  |  |  |
|  |                                                 |  |  |  |  |  |  |  |  |  |  |  |  |  |  |  |
|  | 7. Jelena Voivodić                              |  |  |  |  |  |  |  |  |  |  |  |  |  |  |  |
|  |                                                 |  |  |  |  |  |  |  |  |  |  |  |  |  |  |  |
|  |                                                 |  |  |  |  |  |  |  |  |  |  |  |  |  |  |  |
|  | 15. Milica Pavićević                            |  |  |  |  |  |  |  |  |  |  |  |  |  |  |  |
|  |                                                 |  |  |  |  |  |  |  |  |  |  |  |  |  |  |  |
|  |                                                 |  |  |  |  |  |  |  |  |  |  |  |  |  |  |  |